# Крастю Златарев
Крастю Златарев (болг. Крыстю Златарев; 23 лютого 1864, Охрид — 16 квітня 1925, Софія) — болгарський військовий діяч, генерал-лейтенант.

## Біографія
Народився в 23 лютого 1864 року в місті Охрид. У 1884 році закінчив Військове училище в Софії і вступив на службу в болгарську армію. Під час Сербсько-болгарської війни 1885 році командував піхотним батальйоном. Під час боїв біля Сливниці був поранений, проте продовжував битися, за що був нагороджений Орденом «За хоробрість» IV ступеня. Після війни командував різними піхотними підрозділами болгарської армії. Під час Першої Балканської війни командував піхотним полком, який воював в районі Чаталдже, Киркларелі. Особливо відзначився при взятті турецького форту під час Чаталджінської операції.
Під час Другої Балканської війни воював проти грецької армії. З 1914 році командувач піхотної бригадою. Після того, як Болгарія вступила в Першу світову війну, в результаті мобілізації була сформована 11-а піхотна дивізія, командиром якої був призначений Златарев. 1 січня 1916 року йому було присвоєно звання генерал-майор. Після закінчення війни, в 1919 році присвоєно звання генерал-лейтенант.
Крастю Златарев був убитий під час нападу на Собор Святої Неділі.

## Нагороди
- Орден «За хоробрість» III і IV ступеня
- Орден «Святий Олександр» IV і V ступеня
- Орден «За військові заслуги» ІІ ступеня